# Liste der Tierschutzpreise in Deutschland
Die Liste der Tierschutzpreise in Deutschland gibt eine unvollständige Übersicht über Tierschutzpreise, die in Deutschland vergeben werden. Sofern Daten zu finden sind, ist die Dotierung und die erstmalige Verleihung vermerkt.
- Deutscher Tierschutzpreis des Deutschen Tierschutzbundes.[1] Der Preis ist mit 6.000 Euro für den ersten Platz dotiert und wird seit 2005 vergeben. Der Preis wurde zuletzt 2017 vergeben.[2]
- Felix-Wankel-Tierschutz-Forschungspreis der Felix Wankel Stiftung verliehen von der Ludwig-Maximilians-Universität München.[3]
- Ursula-M.-Händel-Tierschutzpreis der Deutschen Forschungsgemeinschaft.[4] Der Preis war im Jahr 2014 mit 100.000 Euro dotiert[5] und wird seit 2004 vergeben.[6]
- Tierschutzforschungspreis des Bundesministeriums für Ernährung und Landwirtschaft (BMEL). Der Preis wurde seit 1980 vom Bundesministerium für Gesundheit vergeben, seit 2001 erfolgt die Verleihung durch das BMEL.[7]

## Tierschutzpreise der deutschen Länder
- Bayern: Tierschutzpreis der Bayerischen Staatsregierung.[8] Der Preis ist mit 10.000 Euro dotiert und wird seit 2000 vergeben.
- Baden-Württemberg: Tierschutzpreis Baden-Württemberg 2015[9]
- Berlin: Tierschutzpreis des Landes Berlin: Der Preis wurde 2012 zum fünften Mal vergeben.[10] 2017 wurde der Preis in drei Kategorien vergeben.[11]
- Bremer Tierschutzpreis: der Bremer Tierschutzpreis wird seit 2004 vergeben; 2009 wurde der sechste Preis vergeben.[12][13]
- Hessischer Tierschutzpreis: Der Preis ist mit 3.000 Euro dotiert und wird vom hessischen Umweltministerium seit vergeben.[14][15]
- Weiterhin gibt es in Hessen den „Hessischen Schulpreis für den Tierschutz“, der seit 2009 vergeben wird und mit insgesamt 15.000 Euro dotiert ist. Der Preis kann geteilt werden, teilnehmen können Klassen aller gemeinbildenden Schulen.[16]
- Den Niedersächsischen Tierschutzpreis vergibt das Niedersächsische Landwirtschaftsministerium für Menschen und Organisationen, die sich für den Schutz von Tieren einsetzen. Er wurde 2022 das erste Mal vergeben und war mit 6000 Euro dotiert. 2023 war er mit 30.000 Euro dotiert.[17]
- Nordrhein-Westfalen: Der Tierschutzpreis war im Jahr 2009 mit 10.000 Euro dotiert.[18] Der Preis wurde das erste Mal im Jahr 2007 verliehen.[19]
- Tierschutzpreis des Landes Rheinland-Pfalz: Der Preis wird seit 1994 vom Umweltministerium des Landes vergeben. Das Land fördert außerdem mit einem Forschungspreis die Ersatzmethoden für Tierversuche.[20]
- Saarland: Im Saarland wird die Heinz-Merkel-Plakette der Tierschutzstiftung Saarland verliehen.[21] Weiterhin wird seit 2015 der Jugend-Tierschutzpreis des Saarlandes vergeben.
- Sachsen: In Sachsen wird die Johann-Georg-Palitzsch-Medaille vergeben.
- Sachsen-Anhalt: Der Tierschutzpreis Sachsen-Anhalt wird alle zwei Jahre vom Umweltministerium von Sachsen-Anhalt vergeben.[22]
- Thüringer Tierschutzpreis für Betreuung und Pflege von herrenlosen und in Not geratenen Tieren, Schaffung von Tierheimplätzen sowie einen besseren Umgang mit Tieren und die Vermittlung des Tierschutzgedankens.[23]

## Tierschutzpreise der Landkreise
- Vom Landkreises Barnim wird seit 2011 ein mit 300 Euro und einer Druckgrafik von Gudrun Sailer dotierter Tierschutzpreis vergeben.[24]